# Bronisława Niżyńska

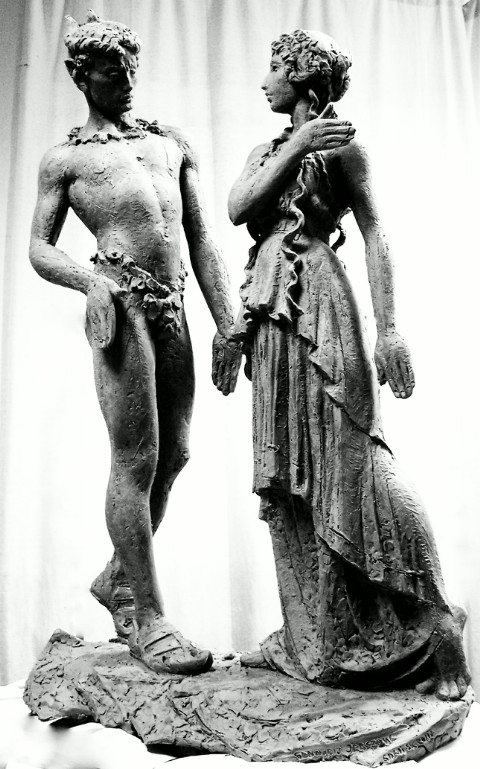
Bronisława i Wacław Niżyńscy –
rzeźba Giennadija Jerszowa

Bronisława Niżyńska (ur. 27 grudnia 1890?/8 stycznia 1891 w Mińsku, zm. 21 lutego 1972 w Los Angeles) – rosyjska tancerka i choreograf pochodzenia polskiego, córka tancerzy Tomasza i Eleonory Niżyńskich, siostra słynnego tancerza Wacława.

## Życiorys
W roku 1902 rozpoczęła naukę w Cesarskiej Szkole Teatralnej w Petersburgu, gdzie kształciła cię pod kierunkiem Enrico Cecchettiego.
Po ukończeniu studiów w roku 1908 rozpoczęła występy w Teatrze Maryjskim. Od roku 1909 wraz z bratem Wacławem występowała w zespole Siergieja Diagilewa.
Autorka choreografii baletów dla Les Ballets Russes Siergieja Diagilewa. W roku 1914 założyła szkołę baletową w Kijowie, gdzie jednym z uczniów był Serge Lifar. W roku 1921 opuściła Rosję i występowała z zespołem Diagilewa. W roku 1932 założyła we Francji własny zespół baletowy. Od 1937 baletmistrz i choreograf Polskiego Baletu Reprezentacyjnego. Za program występów przygotowanych na Wystawę Paryską (1937) zdobyła Grand Prix w dziedzinie sztuki tanecznej.
W roku 1938 Bronisława Nizyńska utworzyła szkołę baletową w Los Angeles. Współpracowała z American Ballet Theatre. W roku 1945 została baletmistrzem zespołu baletowego Grand Ballet du Marquis de Cuevas. Od roku 1967 kierowała Buffalo Ballet Theater.

## Literatura
- Lucy Moore: Niżyński. Bóg tańca: Marginesy, Warszawa 2014.
- Ewa Stachniak: Bogini tańca:  Znak, Kraków 2017.
- Richard Buckle: Nijinsky. The Trinity Press. ISBN 0-297-00452-2.